# Bause (Adelsgeschlecht)
Bause (auch Bauße, Bausse, Pause oder Pautze) ist der Name eines ehemaligen halleschen Pfännergeschlechts, welches zu dem alteingesessenen Rittergeschlecht der Buse (Busse) oder Butze (Buze) gehörte.

## Bausse I, mansfeldisch und magdeburgisch

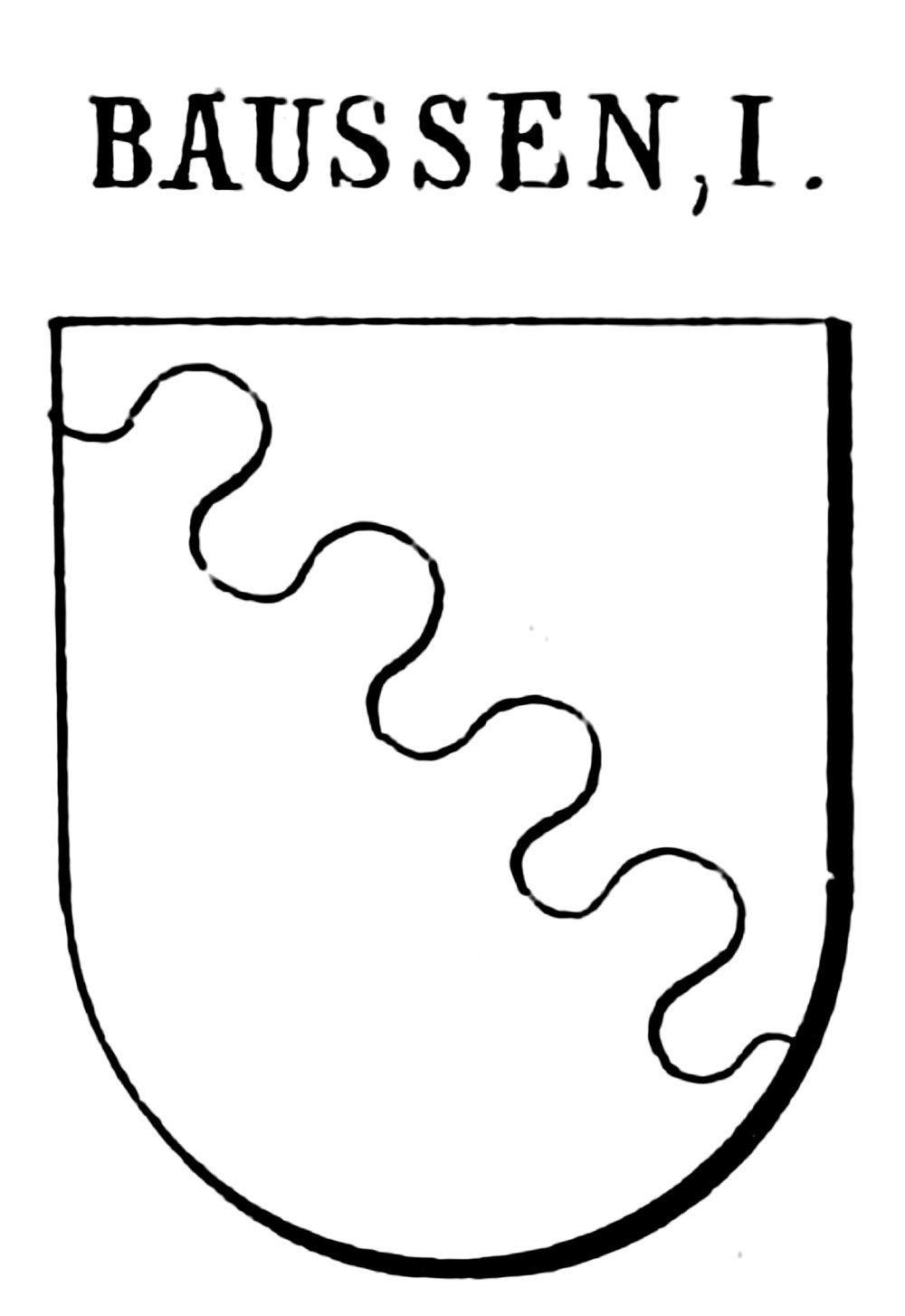
Stammwappen des mansfeldisch-magdeburgischen Geschlechts Bausse

Mit großer Wahrscheinlichkeit gehörte das im Mansfeldischen am Ende des 15., im 16. und 17. Jahrhundert sich namentlich auf Großörner, Volkstedt und Hedersleben begütert zeigende Adelsgeschlecht Bause, Pause oder Pautze zu dem alteingesessenen Rittergeschlecht der Buse (Busse) oder Butze (Buze, Buz), von dem sich ein Zweig im 14. Jahrhundert auch in der Neumark niederließ (Hans und Rudolph Busse besaßen 1463 Hof und Mühle in Penkendorf (heute Panków)).
Die Mansfeldische Familie starb im 17. Jahrhundert aus, während die nach dem Erzstift Magdeburg abgezweigte Linie zu Groß Salza und Halle sowie zu Glöthe und Elsnigk (im Anhaltischen) – zumindest bis zum Jahr 1884 – weiterbestand.

### Wappen
- Schild: Durch einen Wolkenschnitt schrägrechts geteilt[3][Anm. 1]

## Bausse II, magdeburgisch

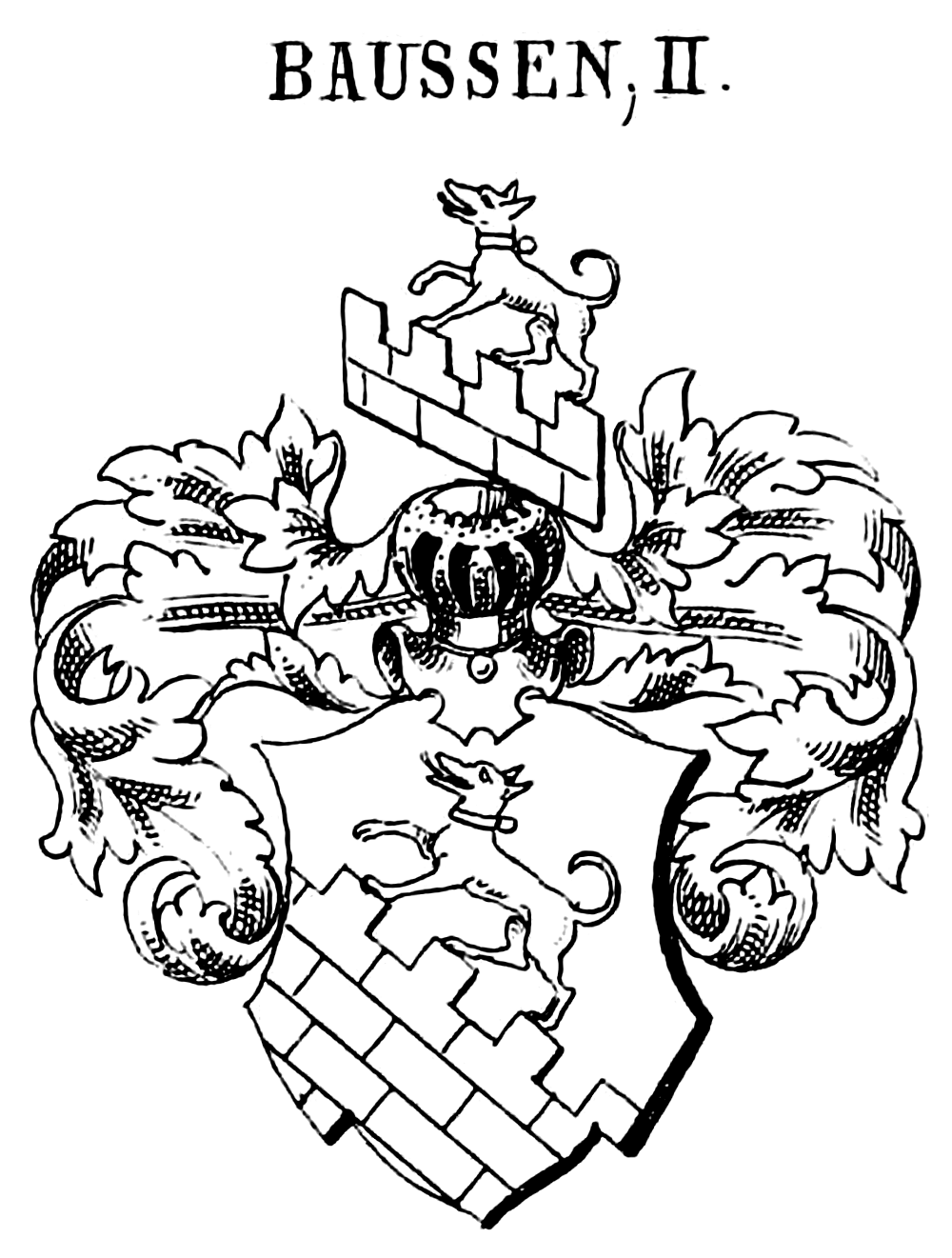
Wappen des magdeburgischen Geschlechts Bausse

Otto von Holleben verkaufte an Bruno und Rudolph Bussen 1422 das Gericht zu Stresin, Großgräfendorf, Schotterey und Lauchstädt. Hans und Martin Busse saßen 1437 auf Delitz, heute ein Ortsteil der Stadt Bad Lauchstädt. Um 1450 kaufte der Johannes Bose von den Brüdern Rudolph und Johannes Busse das vor dem Schloß zu Lauchstädt liegende Burglehen und Vorwerk.
Die Groß Salzische Pfännerfamilie Bausse besaß neben dem Rittergut Glöthe ein halbes Rittergut in Elsnigk im Fürstentum Anhalt. Dieses gehörte dem am 14. September 1679 verstorbenen Georg Siegfried von Bausse, dessen Mutter eine geborene von Schierstedt war. Nach dem Tod seines in Braunschweiger Kriegsdiensten stehenden Sohnes August Ludwig von Bausse (17. Januar 1659 – 17. November 1677) verkaufte er dieses halbe Rittergut an Vollrath Gebhard von Schköhlen.

### Wappen
- Schild: Rot mit weiß schrägrechts abfallende Ziegelmauer, auf der ein weißer Windhund emporschreitet
- Helm: Schildfigur
- Decken: Rot und weiß[3]

## Die Baussen zu Halle
Der Stammvater der Baussen in Halle war Hermann Buße, der 1415 gelebt hat. Seine Nachfahren waren Ratsmeister, Oberbornmeister, Thalschöppe, Pfänner, Kirchenvorsteher und Worthalter zu Halle. Auch diese Familie hatte ein eigenes Wappen, das sich aber stark von den beiden ursprünglichen Wappen unterscheidet. Hans und Hermann Buße erhielten 1466 von Erzbischof Johannes von Magdeburg das Rittergut Volkstedt, das Bruno Buße 1501 verkaufte.

## Bekannte Familienmitglieder
- Johann Friedrich Bause (1738–1814), deutscher Kupferstecher
- Friederike Charlotte Bause (1766–1785), deutsche Pianistin und Glasharmonika-Spielerin
- Juliane Wilhelmine Bause (1768–1837), deutsche Malerin und Kupferstecherin
- Friedrich von Bause (1789–1867), braunschweigischer Generalleutnant